# Hilda Sabato
Hilda Iris Sabato (Buenos Aires, 19 de septiembre de 1947) es una historiadora argentina, profesora emérita de la Universidad de Buenos Aires e investigadora superior del Consejo Nacional de Investigaciones Científicas y Técnicas (CONICET) especializada en historia política y social argentina y latinoamericana del siglo XIX. Participa de los debates contemporáneos sobre pasado, memoria e historia.
Entre sus principales libros se encuentran Republics of the New World. The Revolutionary Political Experiment in Nineteenth Century Latin America (2018), Historia de la Argentina, 1852-1890 (2012), La política en las calles: entre el voto y la movilización, Buenos Aires 1862-1880 (1998), Buenos Aires en armas: la revolución de 1880 (2008) y Capitalismo y ganadería en Buenos Aires: la fiebre del lanar, 1850‑1890 (1989).
Ha recibido diversos premios y distinciones: el Doctorado honoris causa de la Universidad Nacional de Rosario (2022), el Primer premio del concurso “Academia Nacional de la Historia - Obras publicadas 2021-2022", el Premio Houssay a la trayectoria (2020), el Humboldt Forschungspreis otorgado por la Fundación Alexander von Humboldt (2013) por trayectoria en investigación, el Premio Konex-Diploma al Mérito en la disciplina "Historia", el premio Clarence H. Haring de la American Historical Association (2001), el segundo Premio Nacional de Arqueología e Historia del Ministerio de Educación de la República Argentina (1992), entre otros.

## Biografía
Hilda Iris Sabato nació el 19 de septiembre de 1947 en la ciudad de Buenos Aires, primogénita del científico Jorge Alberto Sabato, sobrino del escritor Ernesto Sabato, y de Lydia Añez. Está casada con Carlos Eduardo Reboratti, geógrafo argentino.

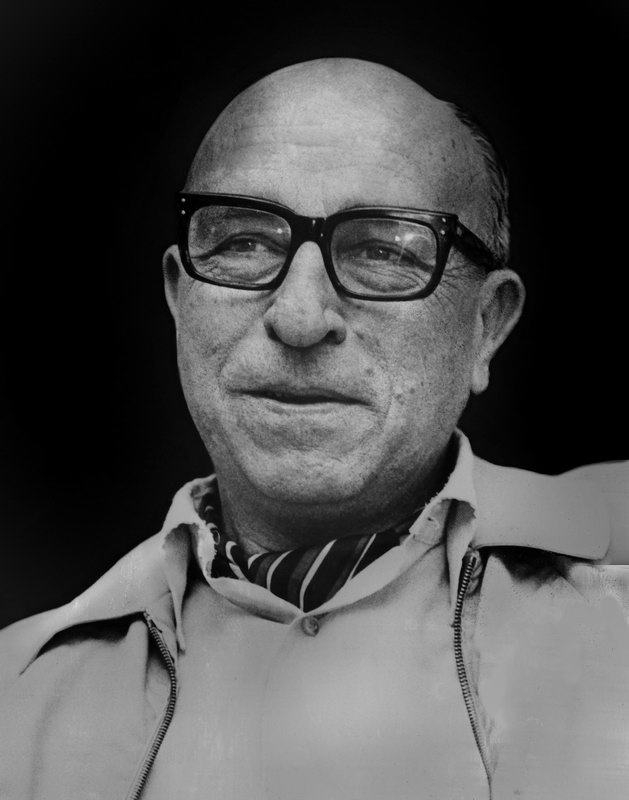
Jorge Alberto Sabato.

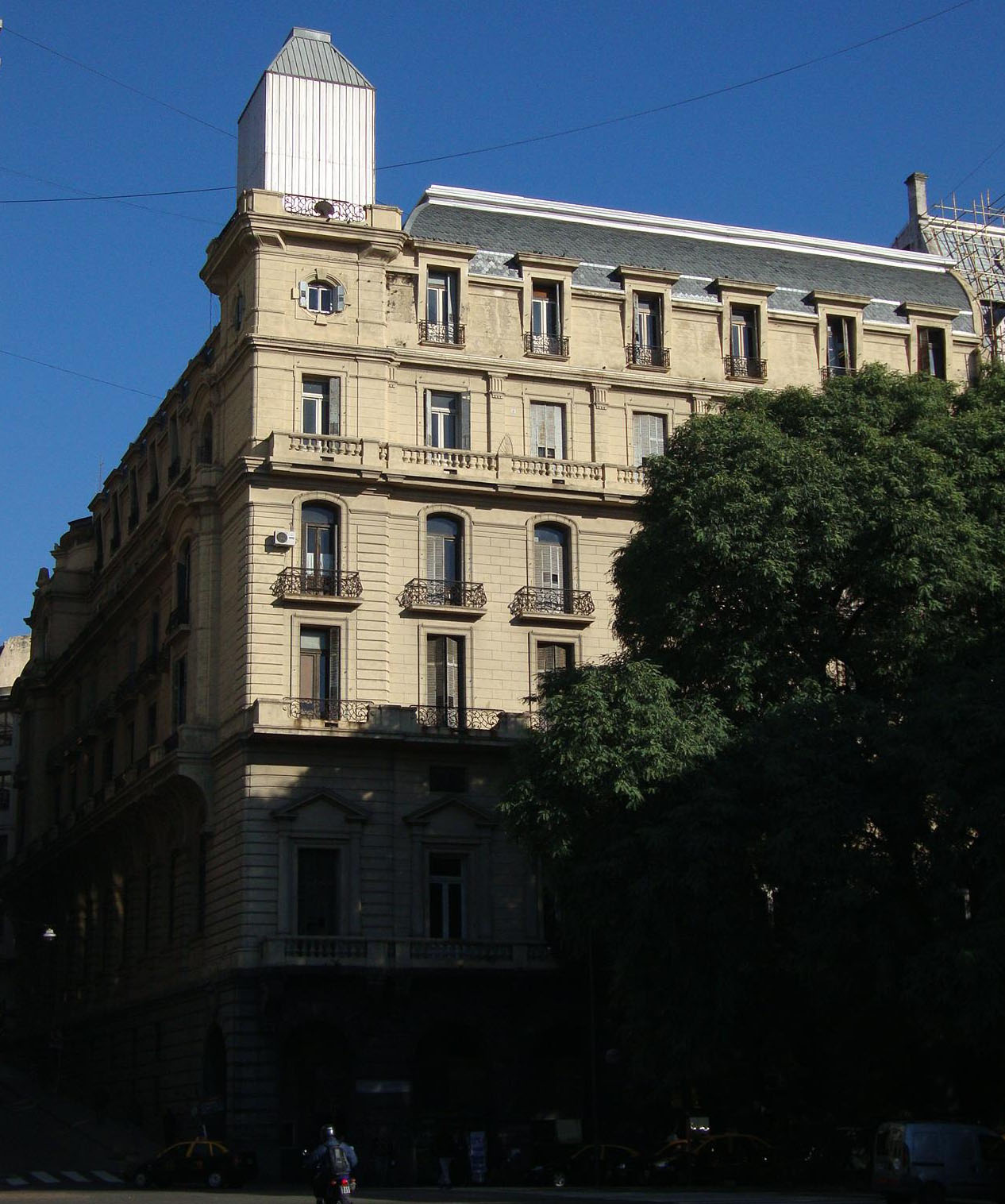
Sede de los Institutos de Investigación de la Facultad de Filosofía y Letras (UBA)

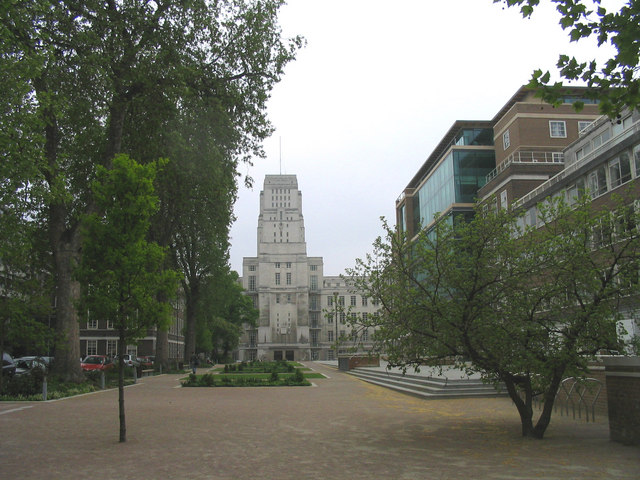
Universidad de Londres

En 1976 obtuvo el título de profesora en Historia en la Facultad de Filosofía y Letras de la Universidad de Buenos Aires y obtuvo una beca de la Fundación Ford para realizar estudios de postgrado en la Universidad de Londres. Finalizados en 1978, la Fundación Ford extendió la beca para completar la tesis de doctorado y en 1981 Hilda Sabato obtuvo su doctorado en la Universidad de Londres con la tesis Wool Production and Agrarian Structure in the Province of Buenos Aires, North of the Salado, 1840-1880.
Fue miembro fundador e investigadora del Programa de Estudios de Historia Económica y Social Americana (PEHESA), creado en 1977 en el Centro de Estudios sobre el Estado y la Administración (CISEA) de Buenos Aires, integrando actualmente su Consejo Honorario.
Entre 1984 y 2013 fue profesora de Historia Argentina en la Facultad de Filosofía y Letras de la Universidad de Buenos Aires. Dictó también cursos de doctorado y de posgrado en diversos centros de altos estudios de la Argentina y del resto del mundo.
Sus primeros trabajos hicieron foco en la formación del capitalismo en la Argentina del siglo XIX, centrándose particularmente en la estructura agraria de la provincia de Buenos Aires, el mercado de trabajo y la inmigración. Más tarde se abocó al estudio de los procesos políticos de ese período, las relaciones entre la sociedad civil y el estado (sufragio y representación) y el lugar de la violencia en la vida política. Se ha dedicado, asimismo, a la reflexión sobre la formación de las repúblicas latinoamericanas a lo largo del siglo XIX.
Fue profesora invitada y fellow de diversas instituciones internacionales, entre llas: la Social Science School of the Institute for Advanced Study in Princeton (1990-1991), del Center for Advanced Study in the Behavioral Sciences in Stanford (1998-1999), del Wissenschaftskolleg zu Berlin (2003), Mellon del Center for Latin American and Caribbean Studies (Universidad de Illinois en Urbana/Champaign 2005), Edward Laroque Tinker Visiting Professor de la Universidad de Stanford (2007), de la Network on Interdependent Inequalities in Latin America (Berlin)(2010-2012), del Shelby Cullom Davis Center for Historical Studies de la Universidad de Princeton (2012) y del  Lateinamerika-Institut de la Universidad Libre de Berlín (2013-2014).
Tiene una amplia actuación institucional en lo académico y social, representó al claustro de profesores de la Facultad de Filosofía y Letras de la Universad de Buenos Aires y ha integrado diversos consejos consultivos, jurados y comisiones de doctorado, de investigación, editoriales y de homenaje. Fue miembro del Consejo Directivo y vicepresidente del Comité Internacional de Ciencias Históricas (2010-2015). Integró el Joint Committee on Latin American Studies del Social Science Research Council, el Advisory Council del Program on Latin American Studies de la Universidad de Princeton, el Consejo Consultivo Nacional del Centro de Estudios Legales y Sociales (CELS), el Consejo Directivo del Instituto Espacio para la Memoria (Gobierno de la Ciudad de Buenos Aires), el Consejo Asesor de Memoria Abierta, del Scientific Advisory Board del International Research Institute “Work and Human Life cycle in Global History” (re:work) de la Universidad Humboldt, de la Comisión Directiva de la asociación Ciencia Hoy y de la Mesa de discusión sobre derechos humanos, democracia y sociedad. Integró el Consejo de Dirección de la revista Punto de Vista (1983-2004).
Respecto de su filiación política, Hilda Sabato, quien «se reconoce como una persona formada en la cultura de izquierda de los años 60», afirmó en 2004 que «se sentiría hoy representada por un partido de izquierda reformista y democrática, por ahora inexistente en la Argentina».

## Obra[15]

### Libros publicados
- Republics of the New World. The Revolutionary Political Experiment in Nineteenth Century Latin America. 2018 Princeton, Princeton University Press, editado en castellano como Repúblicas del Nuevo Mundo. El experimento político latinoamericano del siglo XIX. 2021. Buenos Aires: Taurus (Reeditado en Lima y Santiago de Chile) y editado en portugués como Repúblicas do Novo Mundo. O Experimento Político Latino-americano do Século XIX. 2025, São Paulo, Editora da Universidade de São Paulo.
- Historia de la Argentina, 1852-1890. 2012, Buenos Aires, Siglo XXI editores, con varias ediciones
- Historia de las elecciones en la Argentina, 2011 en colaboración con Ana Virginia Persello, Luciano de Privitellio y Marcela Ternavasio. Buenos Aires, El Ateneo.
- Buenos Aires en armas, 1880 (1.ª edición). Siglo XXI Editores Argentina S.A. 2008. ISBN 978-987-629-062-3. Sobre la revolución de 1880
- Pueblo y política. La construcción de la república (1.ª edición). Capital Intelectual. 2005. ISBN 978-987-1181-42-1., publicado en portugués en 2011 bajo el título Povo e política. A construção de uma república. Porto Alegre, Pontifícia Universidade Católica do Rio Grande do Sul.
- La Argentina en la escuela. La idea de nación en los textos escolares, en colaboración con Luis Alberto Romero (coordinador), Luciano de Privitellio y Silvina Quintero, 2004, Buenos Aires, Siglo XXI.
- La política en las calles. Entre el voto y la movilización. Buenos Aires, 1862-1880, 1998, Buenos Aires, Editorial Sudamericana. Reeditado por la Universidad de Quilmes en 2004 y por la Universidad de Stanford, (Stanford University Press) en 2001 con el nombre The Many and the Few: Political Participation in Republican Buenos Aires
- Los trabajadores de Buenos Aires: la experiencia del mercado, 1850-1880, en colaboración con Luis Alberto Romero, 1992, Buenos Aires, Editorial Sudamericana.
- Capitalismo y ganadería en Buenos Aires: la fiebre del lanar, 1850-1890, 1989, Buenos Aires, Editorial Sudamericana, publicado en 1990 en Albuquerque por The University of New Mexico Press con el nombre Agrarian Capitalism and the World Market: Buenos Aires in the Pastoral Age.
- Cómo fue la inmigración irlandesa en Argentina, en colaboración con Juan Carlos Korol, 1981, Buenos Aires, Plus Ultra

### Libros (coordinación)[16]
- Variaciones de la república. La política en la Argentina del siglo XIX, 2020 en colaboración con Marcela Ternavasio, Rosario, Prohistoria.
- La vida política en la Argentina del siglo XIX. Armas, votos y voces, en colaboración con Alberto Lettieri, 2003, Buenos Aires, Fondo de Cultura Económica.
- Ciudadanía política y formación de las naciones. Perspectivas históricas de América Latina, 1999, México, Fondo de Cultura Económica, Fideicomiso de Historia de las Américas y El Colegio de México.